# Aula Polska

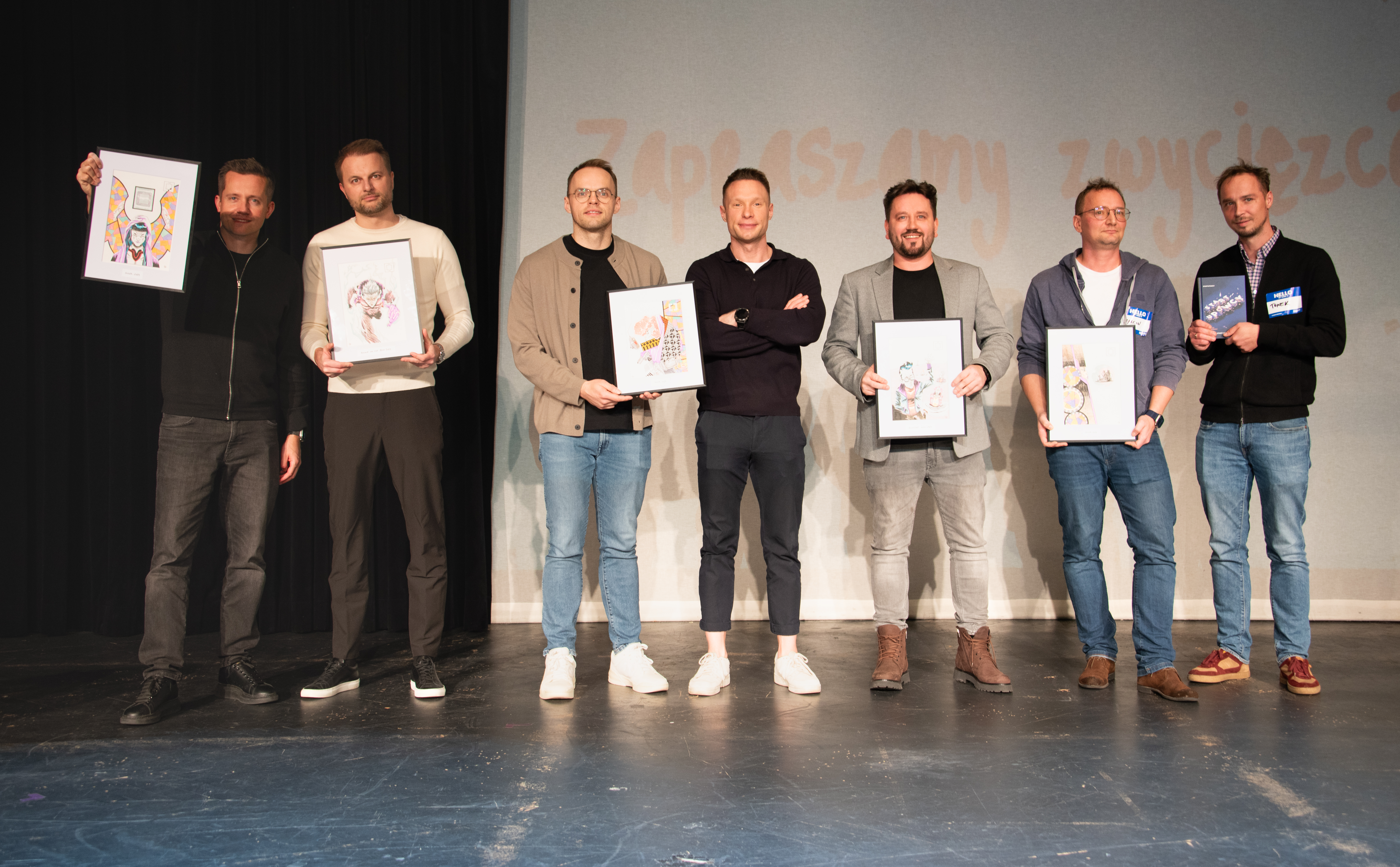
Gala XIV edycji Aulerów (2024)

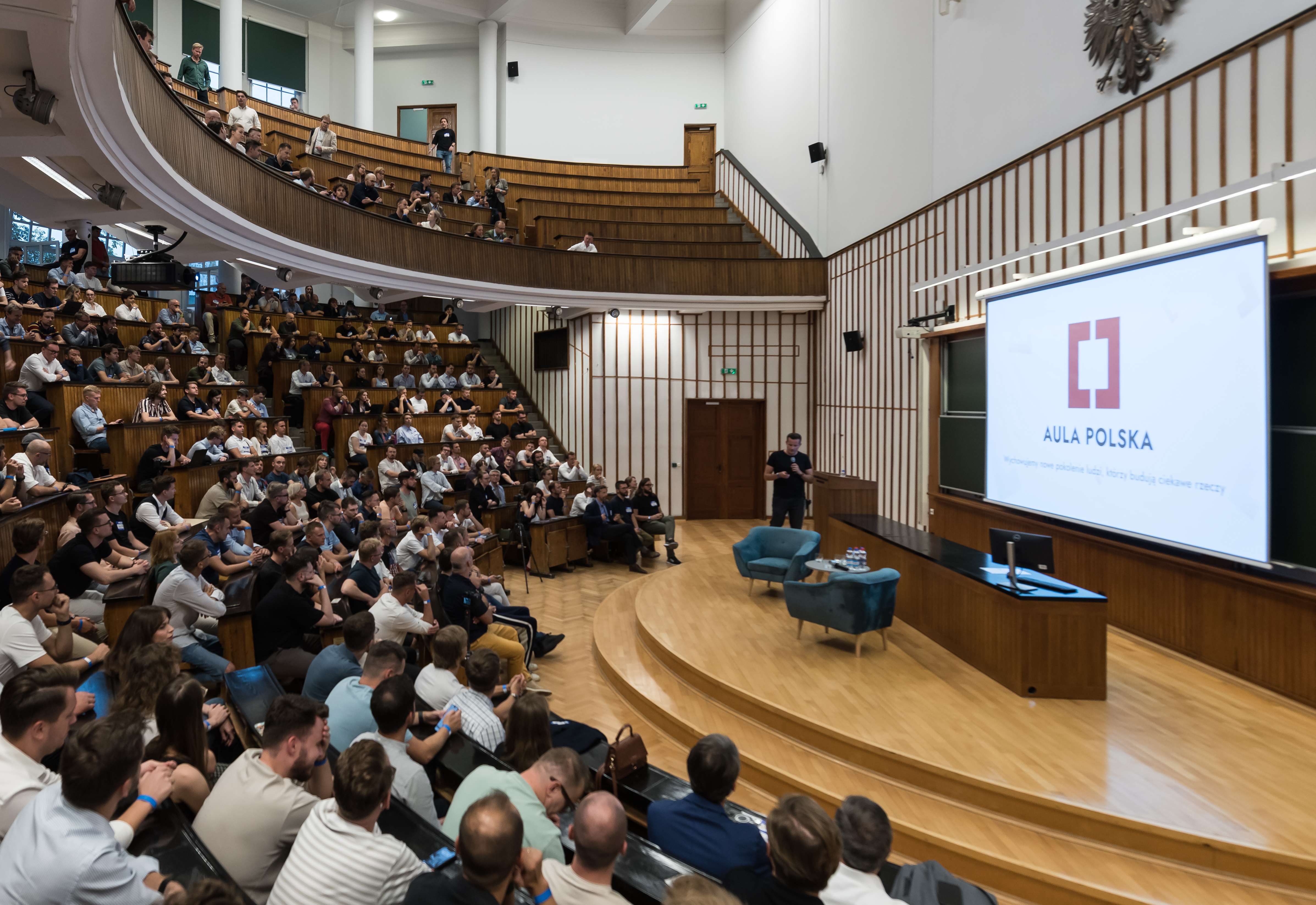
191. spotkanie Auli Polskiej Fuzje i przejęcia w Auli Głównej Szkoły Główna Handlowej w Warszawie (2024)

Aula Polska – regularne spotkania założycieli startupów i osób pracujących w sektorze ICT odbywające się od kwietnia 2007 roku w Warszawie, organizowane przez Fundację Aula Polska.

## Opis
Celem Auli jest pobudzanie do tworzenia nowych technologii, promowanie kultury i postaw przedsiębiorczych oraz budowanie ekosystemu sprzyjającego rozwojowi młodych, innowacyjnych przedsiębiorstw (startupów).
Głównym tematem spotkań są prezentacje założycieli (founderów) startupów dotyczące różnych aspektów zarządzania, nowych technologii i interesujących projektów. Prelekcje charakteryzują się naciskiem na aspekty praktyczne, a po nich ma miejsce nieformalna integracja uczestników. Wstęp na spotkania wiąże się z niewielkimi opłatami. Prezentacje ze spotkań są dostępne na kanale YouTube Auli.
Do końca stycznia 2012 odbyło się 74 spotkań Aula Polska, 4 TechAula (spotkania dla programistów) oraz 3 KreoAula (spotkania dla projektantów i grafików), a do 2009 udział w nich wzięło ponad 200 prelegentów i 4000 słuchaczy. 24 października 2013 roku odbyło się 100. spotkanie Auli. Od 2015 spotkania są organizowane przez Fundację Aula Polska.
Od 2009 roku Aula Polska przyznaje własne wyróżnienia − Aulery, dla startupów z globalnym potencjałem. Laureaci Aulerów w kolejnych latach:
- 2009: Nozbe.com, Gastronauci.pl oraz Goldenline.pl[6]
- 2010: Gametrade.pl, Peryskop.pl, JakDojade.pl, AdTaily.pl[7]
- 2011: Evenea.pl, Humanway.pl, inFakt.pl, Ciufcia.pl, Maciej Jankowski (Auler specjalny)[8]
- 2012: Brand24, Can’t Stop Games, UXPin[9]
- 2013: Showroom, Pixer, Sotrender, Migam[10]
- 2014: TurboTlumaczenia.pl, SalesManago, MySpiroo, Akademia Leona Koźmińskiego[11]
- 2015: SEMSTORM, Growbots, Ifinity, Bartłomiej Gola
- 2016: Booksy, Automater, Telemedi.co, XTPL
- 2017: CallPage, Photon, Nexbio, IndaHash, Zapakuj.to[12]
- 2018: BeesFund, CodersLab, UserEngage oraz InfoShare (Auler Specjalny)
- 2019: Autenti, Syntoil, Placeme, Laparo
- 2022: Ramp, uPacjenta, Vue Storefront oraz Giganci Programowania (Bootstrap of the Year)
- 2023: Surfer, WorkTrips (Hotailors), Foodsi oraz ponownie Surfer (Bootstrap of the Year), a także Noctuai (Rookie of the Year)
- 2024: PhotoAiD, Centrum Respo i Mizzox (także w kategorii kategori Rookie of the Year) i Calamari (Bootstrap Roku)[13]

Aula Polska działa w ramach programu Digital Culture Europejskiej Fundacji Kultury Miejskiej, pod patronatem Europejskiego Roku Kreatywności i Innowacji 2009.